# Alirajpur (Distrikt)
Alirajpur ist ein Distrikt im indischen Bundesstaat Madhya Pradesh. Verwaltungssitz ist die Stadt Alirajpur.

## Geografie
Der im Süden vom Fluss Narmada begrenzte Distrikt Alirajpur liegt im Westen des Bundesstaats Madhya Pradesh an der Grenze zu den Bundesstaaten Gujarat und Maharashtra. Der Westteil des Distrikts gehört zur Malwa-Hochebene und der Osten des Distrikts liegt im Vindhyagebirge. Er grenzt im Norden an den Distrikt Jhabua, im Osten an den Distrikt Dhar, im Südosten an den Distrikt Barwani, im Süden an den Bundesstaat Maharashtra und im Westen und Nordwesten an den Bundesstaat Gujarat. Mehrere Nebenflüsse der Narmada entspringen in der Vindhyakette. Nach dem Narmada ist der Hatni der bedeutendste Fluss.

## Geschichte
Vor der indischen Unabhängigkeit im Jahr 1947 war der Fürstenstaat Alirajpur Teil der Bhopawar Agency-Unterabteilung der Central India Agency. Das Fürstentum Alirajpur wurde 1437 gegründet und nach der Unabhängigkeit Indiens mit der Indischen Union fusioniert. Das von dem jetzigen Bezirk besetzte Gebiet wurde 1948 Teil des Bundesstaates Madhya Bharat und anschließend am 1. November 1956 Teil des neu organisierten Bundesstaates Madhya Pradesh. Mit der Eingliederung in Madhya Pradesh verlor es seinen Status und wurde Teil des Distrikts Jhabua. Am 17. Mai 2008 wurde es wieder selbständig unter seinem heutigen Namen.

## Bevölkerung

### Übersicht
Die Einwohnerzahl lag 2011 bei 728.999. Die Bevölkerungswachstumsrate im Zeitraum von 2001 bis 2011 betrug 19,45 % und lag damit sehr hoch. Alirajpur hat ein Geschlechterverhältnis von 1011 Frauen pro 1000 Männer und damit einen für Indien seltenen Frauenüberschuss. Der Distrikt hatte 2011 eine Alphabetisierungsrate von 36,10 % und war damit die niedrigste unter allen Distrikten in Indien. Knapp 97 % der Bevölkerung sind Hindus und ca. 3 % sind Muslime. Christen haben einen Anteil von 0,6 % an der Bevölkerung. 20,3 % der Bevölkerung sind Kinder unter 6 Jahre. Lediglich 7,8 % der Bevölkerung leben in Städten.

### Einwohnerentwicklung
In den ersten Jahrzehnten des 20. Jahrhunderts wuchs die Bevölkerung bereits stark an. Trotz Seuchen, Krankheiten und Hungersnöten. Seit der Unabhängigkeit Indiens hat sich die Bevölkerungszunahme beschleunigt. Während die Bevölkerung in der ersten Hälfte des 20. Jahrhunderts um rund 148 % zunahm, betrug das Wachstum in den fünfzig Jahren zwischen 1961 und 2011 219 %. Die Bevölkerungszunahme zwischen 2001 und 2011 lag bei 19,45 % oder rund 119.000 Menschen. Offizielle Bevölkerungsstatistiken der heutigen Gebiete sind seit 1901 bekannt und veröffentlicht.
| Jahr      | 1901   | 1911   | 1921    | 1931    | 1941    | 1951    | 1961    | 1971    | 1981    | 1991    |
| Einwohner | 70.763 | 98.753 | 114.538 | 133.892 | 157.188 | 175.255 | 228.765 | 293.125 | 347.730 | 483.481 |

### Bedeutende Orte
Im Distrikt gibt nur vier Orte, die als Städte (towns und census towns) gelten. Deshalb ist der Anteil der städtischen Bevölkerung im Distrikt gering. Denn nur 57.074 der 728.999 Einwohner oder 7,83 % leben in städtischen Gebieten. Die vier Städte sind:

### Volksgruppen
In Indien teilt man die Bevölkerung in die drei Kategorien general population, scheduled castes und scheduled tribes ein. Die scheduled castes (anerkannte Kasten) mit (2011) 26.877 Menschen (3,69 Prozent der Bevölkerung) werden heutzutage Dalit genannt (früher auch abschätzig Unberührbare betitelt). Die scheduled tribes sind die anerkannten Stammesgemeinschaften mit (2011) 648.638 Menschen (88,98 Prozent der Bevölkerung), die sich selber als Adivasi bezeichnen. Zu ihnen gehören in Madhya Pradesh 46 Volksgruppen. Mehr als 5000 Angehörige zählen nur die Bhil (647.653 Personen oder 88,84 % der Distriktsbevölkerung).

## Wirtschaft
Der Distrikt Alirajpur gehört nach offizieller Statistik zu den 250 rückständigsten Distrikten Indiens, das in insgesamt 640 Distrikte unterteilt ist. Der Distrikt ist stark von der Landwirtschaft geprägt und gehört zu den ärmsten Gebieten des Landes.

## Verwaltungsgliederung
Der Distrikt Alirajpur ist in die fünf Verwaltungsbezirke (Tehsils) Alirajpur, Chandra Sekhra Ajad Nagar (früher Bhabhra), Jobat, Kathiwada und Sondwa unterteilt. Er besteht aus 538 bewohnten Dörfern und vier Städten mit vier Stadtverwaltungen und 288 Dorfverwaltungen.

## Verkehr
Viele Dörfer sind über Buslinien an das regionale Verkehrsnetz angeschlossen. Hinzu kommen als überregionale Straßenverbindungen mehrere National Highways und State Highways. Es gab bis 2019 keine Eisenbahnlinien mit Personenbeförderung innerhalb des Distrikts. Am 30. Oktober 2019 wurde eine Eisenbahnlinie nach Vadodara eröffnet.

## Sehenswürdigkeiten
Es gibt nur wenige Sehenswürdigkeiten im Distrikt. Dazu gehören die Tempel Malwai Mata und Kajalrani. Sehenswert ist zudem die Landschaft im Vindhyagebirge.